# Beija-flor-castanho-de-garganta-azul
Beija-flor-de-garganta-azul, nectarínia-castanha-de-garganta-azul ou beija-flor-castanho-de-garganta-azul (Nectarinia cyanolaema) é uma espécie de ave da família Nectariniidae.
Pode ser encontrada nos seguintes países: Angola, Camarões, República Centro-Africana, República do Congo, República Democrática do Congo, Costa do Marfim, Guiné Equatorial, Gabão, Gana, Guiné, Quénia, Libéria, Nigéria, Ruanda, Serra Leoa, Tanzânia, Togo e Uganda.